# Oscar L. Arnal
Pour les articles homonymes, voir Arnal.
Oscar L. Cole Arnal  (né en 1941) est un historien canadien. Spécialiste de l'histoire de l'Église catholique romaine, il enseigné à l'Université Wilfrid Laurier et au Séminaire luthérien de Waterloo (Canada). Ses travaux ont porté notamment sur la théologie de la libération au Canada et sur les prêtres prolétariens.

## Publications
- (en) Ambivalent alliance. The Catholic church and the Action française (1899-1939), Pittsburgh, PA, University of Pittsburgh press, 1985.
- (en) Priests in working-class blue. The history of the worker-priests (1943-1954), New York ; Mahwah, NJ, Paulist press, 1986.
  - (fr) Prêtres en bleu de chauffe. Histoire des prêtres-ouvriers (1943-1954), trad. de l'anglais par Nicole Bacharan, Paris, les Éditions ouvrières, 1992.
- (en) To set the captives free. Liberation theology in Canada, Toronto, Ont., Between the Lines, 1998.